# Capurso
Capurso est une commune italienne de la ville métropolitaine de Bari dans la région des Pouilles.

## Administration
| Période                                  | Période | Identité | Étiquette | Qualité |
| ---------------------------------------- | ------- | -------- | --------- | ------- |
|                                          |         |          |           |         |
| Les données manquantes sont à compléter. |         |          |           |         |

### Communes limitrophes
Bari, Casamassima, Cellamare, Noicattaro, Triggiano, Valenzano

## Personnalités nées à Capurso
- Umberto Ricci (1878-1957), homme politique italien, ministre de l'Intérieur du royaume d'Italie après la chute de Mussolini.